# Danny Ramadan
Danny Ramadan, né le 31 mai 1984 à Damas, est un romancier syrien et canadien, LGBT.

## Biographie
Danny Ramadan milite pour les droits des personnes LGBT réfugiées. Lui-même vit à Damas pendant la guerre civile syrienne avant d'obtenir le droit d'asile et d'arriver au Canada en 2014. Il dit que son année la plus difficile n'est pas la guerre, mais la première année suivant son arrivée au Canada : anglophone et journaliste expérimenté, il s'intègre relativement facilement mais doit apprendre de nouvelles façons d'interagir et de communiquer selon la culture locale. Il dit aussi avoir dû s'élever contre l'image populaire de la figure du réfugié.
Il publie un premier roman, La balançoire de jasmin, puis un deuxième, The Foghorn Echoes, qui suit le destin de deux jeunes Syriens homosexuels pendant la guerre civile, dont un seul obtient le droit d'asile au Canada. Il affirme que ces deux romans sont la première moitié d'un cycle de quatre, le Quatuor de l'Apocalypse de Damas, qui reprend les Cavaliers de l'Apocalypse : mort, guerre, famine et maladie. La balançoire de jasmin est nommé pour le prix Lambda Literary et fait partie de la sélection du Combat des livres 2018. The Foghorn Echoes remporte en 2023 le prix Lambda Literary de la fiction gay.
En 2021, il publie un livre pour enfants, Salma the Syrian Chef. Le livre remporte le prix Nautilus et le prix du livre du Moyen-Orient.
En 2022, il annonce préparer son autobiographie, Crooked Teeth, pour une publication en 2024.

## Œuvre

### Romans
- (en-CA) The Clothesline Sling, Nightwood Editions, 2017

- (en-CA) The Foghorn Echoes, Canongate Books, 2022

### Livre jeunesse
- Salma the Syrian Chef, 2021

### Autobiographie
- Crooked Teeth, prévu pour 2024 (autobiographie)